# Guillaume de Châteauneuf
Guillaume de Châteauneuf (overleden: 1258) was van 1242 tot aan zijn dood de 19e grootmeester van de Orde van Sint-Jan van Jeruzalem. Hij volgde in 1242 Pierre de Vielle-Bride op, die ontslag had genomen.
In 1244 werd het leger verslagen in de Slag bij La Forbie. Guillaume werd in die slag gevangengenomen door de Egyptische sultan, as-Salih. Pas na de Zesde Kruistocht (1248-1250) werd hij vrijgelaten voor losgeld, dat tot 1254 werd uitbetaald. Tijdens zijn afwezigheid werd de Orde geleid door Jean de Ronay.
In 1256 brak er een oorlog uit tussen de Italiaanse republieken Genua en Venetië, de Tempeliers steunden Venetië en Genua werd gesteund door de Orde van Sint-Jan. (Oorlog van Sint-Sebas). In 1258 overleed Guillaume en werd opgevolgd door Hugues de Revel.